# Metiochodes ornatus
Metiochodes ornatus är en insektsart som beskrevs av Lucien Chopard 1969. Metiochodes ornatus ingår i släktet Metiochodes och familjen syrsor. Inga underarter finns listade i Catalogue of Life.